# Siheyuan
Siheyuan – tradycyjna jednostka zabudowy w Chinach. Składa się z dziedzińca otoczonego z trzech stron jednopiętrowymi zabudowaniami, a z jednej – wejściem. Najczęściej jest zorientowana według kierunków geograficznych, tj. brama jest od południa, główny pawilon od północy, pomieszczenie dla mężczyzn od wschodu, a dla kobiet – od zachodu.
Najstarsze znane zabudowania tego typu mają 3,1 tys. lat i pochodzą z czasów zachodniej dynastii Zhou. Mimo ogromnych różnic w tradycyjnym chińskim budownictwie, zabudowania typu siheyuan można spotkać w całych Chinach. Przez wieki pełniły one rolę „modułu” dla projektantów świątyń, pałaców, rezydencji, klasztorów i yamenów. Wywarły wpływ na tradycyjną architekturę sąsiednich krajów – Korei, Japonii i Wietnamu.
Do zalet siheyuan należy ich obronność, a także prywatność, jaką zapewniają tego typu zabudowania. Mury są również dobrą osłoną przed wiatrem i pyłem (na północy kraju), a na dziedzińcu można założyć ogródek lub warzywnik.
Szczególnie dużo tego typu zabudowań składa się na hutongi w Pekinie.